# La Princesse de cirque
La Princesse de cirque (en allemand Die Zirkusprinzessin, en hongrois A cirkuszhercegnő) est une opérette en trois actes du compositeur hongrois Emmerich Kálmán, sur un livret de Julius Brammer et Alfred Grünwald. Sa première représentation a eu lieu à Vienne au Theater an der Wien, le 26 mars 1926.

## Reprises
L'ouvrage est adapté et traduit en français par Max Eddy et Jean Marietti ; il est créé en première française le 24 mars 1934 au Théâtre Municipal du Havre. La direction musicale y était assurée par M. Herbay, la mise en scène par Robert Duvernet et la chorégraphie Mme Devillez. Il n'a été par ailleurs joué qu'une seule fois à Paris en mars 1991, à l'occasion d'une tournée du Théâtre d'Opérette de Budapest à l'Opéra Comique ; les représentations sont données en hongrois et en allemand.

## Action
L'action se déroule à Saint-Pétersbourg et à Vienne en 1912. Les trois actes se passent respectivement dans : les coulisses d'un grand cirque ; les salons de l'hôtel du Prince Vladimir à Saint-Pétersbourg  ; grand salon de l'hôtel de l'Archiduc Charles à Vienne.

## Rôles
| Rôle                                        | Voix    | Créateurs | Première française, 1934 |
| ------------------------------------------- | ------- | --------- | ------------------------ |
| La Princesse Fedora Palinska                | soprano |           | Maguy Dalcy              |
| Le Prince Serge Vladimir                    | -       |           | Emile Canevary           |
| Le Directeur Stanislavski                   | -       |           | M. Brossy                |
| Mister X., ex-officier                      | ténor   |           | M. Vidal                 |
| Miss Mabel Gibson                           | -       |           | Gina Berthot             |
| Carla Schlumberger, propriétaire de l'hôtel | -       |           | Alice Marsa              |
| Toni, son fils                              | ténor   |           | Robert Duvernet          |

## Représentations

### Période actuelle
En 2014, l'opérette est jouée au Théâtre Anhalt de Dessau, dirigée par Wolfgang Kluge et mis en scène par Wolfgang Dosch et au Théâtre d'État de la place Gärtner dirigée par Karsten Januschke et mis en scène par Josef Ernst Köpplinger. Cette dernière production est reprise en 2017 pour sept dates. L'ouvrage est également mis en scène par lui au Deutsche Oper am Rhein au Théâtre de Duisburg pendant la saison 2014/2015 dirigé par Wolfram Koloseus et pour d'autres représentations à l'Opéra de Düsseldorf dirigées cette fois-ci par Giuliano Betta.
Une version concert est donnée à l'Opéra-Comique de Berlin en 2015 dirigée par Stefan Soltesz, alors qu'en 2016 en Russie la pièce est jouée par le Théâtre de Moscou. En 2017, cette production a été nommée pour cinq Masque d'or.

## Adaptations
- 1929 : Die Zirkusprinzessin de Victor Janson
- 1958 : Mister Iks de Youli Khmelnitski (ru), téléfilm soviétique avec Georg Ots
- 1970 : Die Zirkusprinzessin, téléfilm allemand de Manfred R. Köhler
- 1982 : La Princesse de cirque (ru) (Принцесса цирка) téléfilm soviétique de Svetlana Droujinina